# Norra Smålands regemente

Norra Smålands regementes vapen 1948-1994.

Norra Smålands regemente (I 12/Fo 17) var ett infanteriförband inom svenska armén som verkade i olika former åren 1928–2000. Förbandsledningen var förlagd i Eksjö garnison i Eksjö.

## Historik

### Bildandet
Regementet bildades den 1 januari 1928 som Jönköpings-Kalmar regemente (I 12) efter en sammanslagning av Jönköpings regemente (I 12) och Kalmar regemente (I 21) och förlades samma år till Eksjö. År 1948 bytte regementet namn till Norra Smålands regemente (I 12), ett namn som övertogs från fältregementet Norra Smålands regemente (I 42).

### OLLI-reformen
I samband med OLLI-reformen, vilken genomfördes inom försvaret åren 1973–1975, föreslogs att Kalmar/Växjö försvarsområde (Fo 18/16) med stab i Kalmar skulle delas i tre försvarsområden, Kronobergs försvarsområde (Fo 16), Jönköpings försvarsområde (Fo 17) och Kalmar försvarsområde (Fo 18). Staben för Kalmar försvarsområde blev gemensam med staben för Kronobergs försvarsområde lokaliserad till Växjö. Staben för Jönköpings försvarsområde (Fo 17) förlades till Eksjö och fick gemensam stab med Norra Smålands regemente.
Detta medförde att Norra Smålands regemente blev ett A-förband (försvarsområdesregemente), och Göta ingenjörregemente som ingick i Jönköpings försvarsområde, kom att bli ett B-förband (utbildningsregemente). A-förbanden var regementen som tillfördes ansvaret för ett försvarsområde och med det blev ett försvarsområdesregemente. Försvarsområdesregementet tillfördes samtidigt mobiliserings- och materialansvaret inom försvarsområdet.

### 1974 års regeringsform
I samband med att 1974 års regeringsform trädde i kraft den 1 januari 1975, ändrades namnet från Kungliga Norra Smålands regemente till enbart Norra Smålands regemente. Samtidigt fråntogs Konungen den formella rollen som högste befälhavare för krigsmakten, vilket även kom att gälla rollen som förbandschef över gardesförbanden. Från den 1 januari 1975 kvartsod monarken enbart som hederschef över gardesförbanden.

### Försvarsbesluten
Inför försvarsbeslutet 1982 utreddes en avveckling av ett brigadproducerande regemente. Inför försvarsbeslutet hade fredsförbanden i övre Norrland och på Gotland undantagits från överväganden om avveckling. Även infanteriförbanden i Nedre Norrlands militärområde och Bergslagens militärområde, utom Livregementets grenadjärer, undantogs med hänvisning till behovet av vinterutbildning. De infanteriregementen som kom att utredas för avveckling var Livregementets grenadjärer (I 3), Norra Smålands regemente (I 12) i Eksjö och Dalregementet (I 13) i Falun. Dalregementet föll dock snabbt bort då Dalabrigaden vid regementet skulle omorganiseras till en norrlandsbrigad för att öka antalet förband utbildade och utrustade för strid i övre Norrland. Kvar blev Norra Smålands regemente och Livregementets grenadjärer vilka ställdes mot varandra. I valet mellan dessa två regementet förordade överbefälhavaren att Livregementets grenadjärer skulle avvecklas. Anledningarna var flera, bland annat att en avveckling av Livregementets grenadjärer skulle ge de största besparingarna. Gällande Norra Smålands regemente såg överbefälhavaren att vissa besparingar skulle kunna göras genom en garnisonssamordning mellan Norra Smålands regemente och Göta ingenjörregemente (Ing 2). Valet att avveckla Livregementets grenadjärer motiverades enbart av ekonomiska skäl. Operativt skulle en avveckling enligt överbefälhavaren medföra negativa konsekvenser.
I den proposition som lades fram till riksdagen och som antogs den 24 februari 1982 beslutades att grundutbildningen vid Livregementets grenadjärer tillsammans med militärområdesverkstaden i Örebro skulle avvecklas senast 1985. Av etablissemanget skulle huvuddelen av marken och anläggningarna avvecklas. Av operativa skäl skulle dock Försvarsområdesbefälhavaren och försvarsområdesstaben bibehållas i Örebro. Beslutet ändrades senare till att behålla regementet genom regeringens proposition 1981/82:113.
Genom försvarsutredning 88 stod det klart att fyra brigadproducerande regementen skulle avvecklas. Bakgrunden var att de ekonomiska problem som uppkommit inom försvaret under 1970-talet och 1980-talet kvarstod och inte löstes i samband med försvarsbeslutet 1987. Därav begärde Regeringen Carlsson I en ny utredning från överbefälhavaren Bengt Gustafsson, Försvarsutredning 88 (FU 88), om arméns utveckling. Utredning ledde till att Riksdagen i december 1989 beslutade om att armén från den 1 juli 1992 skulle bestå av 18 brigader (en minskning med 11 brigader). I valet av vilka brigadproducerande regementen som skulle avvecklas ställdes hela tio regementen mot varandra: Värmlands regemente (I 2/Fo 52) i Karlstad, Livregementets grenadjärer (I 3/Fo 51) i Örebro, Livgrenadjärregementet (I 4/Fo 41) i Linköping, Kronobergs regemente (I 11/Fo 16/18) i Växjö, Norra Smålands regemente (I 12/Fo 17) i Eksjö, Hälsinge regemente (I 14/Fo 21) i Gävle, Älvsborgs regemente (I 15/Fo 34) i Borås, Hallands regemente (I 16/Fo3l) i Halmstad, Bohusläns regemente (I 17) i Uddevalla och Norra skånska regementet (P 6/Fo 14) i Kristianstad.
I den första samlade bedömningen ansågs Livgrenadjärregementet (I 4/Fo 41), Kronobergs regemente (I 11/Fo 16/18) och Älvsborgs regemente (I 15/Fo 34) ha de bästa förutsättningar för att utbilda två brigader samt att utbilda mekaniserade brigader där Livgrenadjärregementet och Norra Smålands regemente ansågs ha bäst övningsmöjlighet med andra truppslag genom de garnisonsfördelar respektive regemente hade genom att andra förband var förlagda inom garnisonsorten. I den process som följde ställdes regementen inom militärområdena mot varandra. Inom Södra militärområdet ställdes Kronobergs regemente (I 11/Fo 16/18) mot Norra Smålands regemente (I 12/Fo 17). Då regeringen ansåg att Norra Smålands regemente hade goda samövnings- och samträningsmöjligheterna inom Eksjö garnison föreslogs en avveckling av Kronobergs regemente (I 11/Fo 16/18), som utgjorde en solitär i Växjö. Kvar från den 1 juli 1992 blev i Växjö en försvarsområdesstab för Kronobergs försvarsområde.
Sommaren 1991 fick militärbefälhavarna i uppdrag av chefen för armén att utreda såväl grundorganisationsalternativ som lokalisering av utbildning. Inom Eksjö garnison tillsattes en arbetsgrupp som fram till augusti 1991 fick i uppdrag att belysa tre alternativ. Alternativ 1 var att flytta all verksamhet från kasernetablissementet vid Sjöängen för att samlokaliseras med ingenjörtrupperna. Alternativ 2 var att ingenjörtrupperna samlokaliseras med infanteriet vid kasernetablissementet vid Sjöängen. Alternativ 3 var fortsatt delad gruppering vid de två kasernetablissemangen men överflödiga byggnader hos ingenjörtrupperna rivs. Efter att arbetsgruppen granskat de tre alternativen så ansåg den att kasernetablissementet vid Sjöängen skulle lämnas. Bakgrunden var bristen på möjlighet till utvidgning för bland annat ny miloverkstad, en negativ miljöpåverkan på staden genom en ökning av tung trafik genom staden och till sist ekonomin.
Inför försvarsbeslutet 1992 föreslog regeringen rationaliseringar av utbildningen av infanteribrigaderna, bland annat genom att samlokalisera förband inom samma stad eller län. Regeringen föreslog, som den tidigare utredningen kommit fram till, för riksdagen att samlokalisera regementet och Kalmarbrigaden (IB 42), vilken i huvudsak producerades vid Norra Smålands regemente (I 12/Fo 17), med Göta ingenjörregemente (Ing 2) i Eksjö. Genom samma försvarsbeslut kom även krigsorganisationen att tydliggöras, detta då Kalmarbrigaden avskildes från regementet och den 1 juli 1994 bildade ett självständigt förband under namnet Smålandsbrigaden (IB 12). Den kvarvarande verksamheten vid regementet kom att bland annat omfatta försvarsområdesstaben, garnisonssamordning, skjutfält samt depåverksamhet i Eksjö.
Inför försvarsbeslutet 1996 föreslogs en ny försvarsområdesindelning vilket innebar att tre försvarsområdesstaber inom Södra militärområdet (Milo S) skulle avvecklas senast den 31 december 1997. De tre staber som föreslogs för avveckling fanns i Kalmar, Växjö och Ystad. Gällande staberna i Växjö och Kalmar föreslogs de tillsammans med staben i Eksjö att bilda ett gemensamt försvarsområde. Försvarsområdesstaberna i Kalmar och Växjö avvecklades officiellt den 31 december 1997. Från den 1 januari 1998 kom Kronobergs försvarsområde (Fo 16) och Kalmar försvarsområde (Fo 18) att integreras i Jönköpings försvarsområde (Fo 17), som antog namnet Smålands försvarsområde (Fo 17). Som stöd till hemvärn och frivilligverksamheten inom de två före detta försvarsområdena bildades försvarsområdesgrupperna Kalmargruppen och Kronobergsgruppen.
Den 1 januari 1998 antogs namnet Smålands regemente, detta som en markering att regementet nu representerade hela Småland då Kronobergs regemente (I 11) och Kalmar regemente (Fo 18) hade avvecklats den 31 december 1997.

### Regementets nedläggning
Inför försvarsbeslutet 2000 föreslog regeringen i sin propositionen för riksdagen att den taktiska nivån bör reduceras genom att fördelnings- och försvarsområdesstaber samt marinkommandon och flygkommandon skulle avvecklas för att utforma ett armétaktiskt, ett marintaktiskt och ett flygtaktiskt kommando vilka skulle samlokaliseras med operationsledningen. Förslaget innebar att samtliga försvarsområdesstaber skulle avvecklas, vilket inkluderade Smålands regemente. Vidare föreslog regeringen i propositionen att avveckla de fem infanteribrigaderna IB 1, IB 2, IB 12, IB 16 och NB 13 då regeringen ansåg att det skulle krävas omfattande investeringar att behålla dem för att kunna utgöra enheter för mekaniserad utbildning. Vidare ansågs att deras övnings- och skjutfält i vissa fall var begränsande.
Från den 1 juli 2000 övergick regementet till att verka som Avvecklingsorganisation Småland. Avvecklingsorganisation hade som uppgift att avveckla regementet och Smålandsbrigaden. Den 31 mars 2001 upphörde Avvecklingsorganisation Småland som självständig enhet och överfördes till Göta ingenjörregemente (Ing 2). Den 31 december 2001 upplöstes och avvecklades även Avvecklingsorganisation Småland då avvecklingen ansågs slutförd.

## Ingående enheter
Genom försvarsbeslutet 1942 kom samtliga infanteriregementen att sätta upp fältregementen (krigsförband). För Jönköpings-Kalmar regemente (I 12) kom två fältregementen att sättas upp, Smålands regemente (I 12) och Norra Smålands regemente (I 42). Genom försvarsbeslutet 1948 utgick fältregementen som förbandstyp, och istället infördes en brigadorganisation inom armén. Regementes två fältregementen kom med det att omorganiseras till en brigadorganisation.

### Jönköpingsbrigaden
Jönköpingsbrigaden (IB 12) bildades 1949 genom att fältregementet Smålands regemente (I 12) omorganiserades till brigad. Genom försvarsbeslutet 1972 kom brigaden att bli Norra Smålands regemente sekundära brigad. Brigaden kom att upplösas den 30 juni 1991 i samband med försvarsutredning 1988, där det beslutades att samtliga brigader organiserade efter förbandstypen IB 66M skulle avvecklas senast den 30 juni 1992.

### Smålandsbrigaden
Smålandsbrigaden (IB 12), ursprungligen Kalmarbrigaden (IB 42), bildades 1949 genom att fältregementet Norra Smålands regemente (I 42) omorganiserades till brigad. Genom försvarsbeslutet 1972 kom brigaden att bli Norra Smålands regemente anfallsbrigad, då den antogs till brigadorganisationen IB 77. I början av 1990-talet utgjorde brigaden försöksbrigad inför IB 2000. Den 1 juli 1994 avskildes Kalmarbrigaden (IB 42) från regementet, och blev ett kaderorganiserat krigsförband inom Södra militärområdet (Milo S), under det nya namnet Smålandsbrigaden (IB 12). Brigaden avvecklades den 30 juni 2000 i samband med försvarsbeslutet 2000.

### Smålands försvarsområde
Smålands försvarsområde (Fo 17), ursprungligen Jönköpings försvarsområde (Fo 17), bildades den 1 oktober 1942, och hade sin stab lokaliserad vid Smålands artilleriregemente (A 6) inom Jönköpings garnison. Den 1 juli 1943 omgrupperades staben till Växjö, där den integrerades i Kronobergs försvarsområde (Fo 16). I samband med OLLI-reformen bildades den 1 juli 1974 tre försvarsområden, vilka följde länsgränserna inom Småland. För Jönköpings län bildades Jönköpings försvarsområde (Fo 17), vilken uppgick och fick gemensam stab med Norra Smålands regemente (I 12). Den 1 januari 1998 tillkom Kronobergs försvarsområde (Fo 16) och Kalmar försvarsområde Fo 18), vilka tillsammans med Jönköpings försvarsområde (Fo 17) bildade Smålands försvarsområde (Fo 17). De tre tidigare försvarsområdena bildade samtidigt varsin försvarsområdesgrupp inom Smålands försvarsområde, Kalmargruppen, Kronobergsgruppen och Jönköpingsgruppen. Försvarsområdet upplöstes och avvecklades tillsammans med regementet den 30 juni 2000. De tre försvarsområdesgrupperna kom då att överföras till Södra militärdistriktet där de omorganiserades till militärdistriktsgrupper.

### Utbildningskompanier
1. Livkompaniet
2. Östra Härad kompani
3. Aspeland kompani
4. Konga kompani
5. Sevede kompani
6. Vista kompani
7. Östbo kompani
8. ? kompani
9. Mo kompani

## Förläggningar och övningsplatser

### Förläggning
Genom försvarsreformen 1901 beslutades det att samtliga regementet skulle förläggas till kasernetablissemang. Inför att ett kasernetablissemanget skulle uppföras till Kalmar regemente, ansökte Kalmar om att få regementet till sig. Där man bland annat förberedd staden med ett stort antal hyreshus med representativa officersvåningar vid Bremerlyckan och Framsta. Dock förordade kasernbyggnadskommissionen Eksjö som garnisonsort, dit man även beslöt 1907 om att förlägga regementet.
Från 1 november 1906 förlades stamskolorna vid Kalmar regemente till Smålands husarregemente i Eksjö. År 1914 förlades Kalmar regemente till Ränneslätt i väntan på att kasernetablissemanget på Regementsgatan i Eksjö skulle färdigställas. Vilket stod färdigt under andra halvan av 1919. Etablissemanget uppfördes efter 1901 års härordnings byggnadsprogram efter Kasernbyggnadsnämndens andra typritningsserie för infanterietablissemang. Ursprungligen uppfördes 40 byggnader genom regementets utveckling kom antalet byggnader till sist omfatta ett 100-tal byggnader. Den 1 oktober 1919 började regementet flytta in i de nya kasernerna, men var inte färdiga med inflyttningen förrän under 1920. När Kalmar regemente avvecklades den 31 december 1927, kom dess kasernetablissemang övertas av det nya regementet Jönköpings-Kalmar regemente (I 12), vilket verkade där fram till 1992, då det omlokaliserades till Stockholmsvägen och från den 1 juli 1994 samlokaliserades med Göta ingenjörkår. Efter att försvaret lämnade Regementsgatan, kom bland annat Högskolecenter i Eksjö (numer under namnet Campus i12) flytta in 1999. Även Eksjö bowlinghall finns inom området. Vid Ingenjörtruppernas kasernetablissement uppfördes till infanteriet två nya kaserner med vardera 220 sängplatser, en stabsbyggnad, nya lokaler för hälso- och sjukvårdsenheten samt ett nytt soldathem. Den 20 augusti 1994 genomfördes en flyttningsceremoni i Eksjö, där örlogsflaggan halades en sista gång vid Sjöängen, samt att den hissades vid den nya stabsbyggnaden vid husarkasernen.

### Övningsplatser
Regementet hade sina övningsplatser från 1928 vid Ränneslätt, från 1942 vid Holmseryd och 1985 vid Skillingaryds skjutfält.

## Heraldik och traditioner

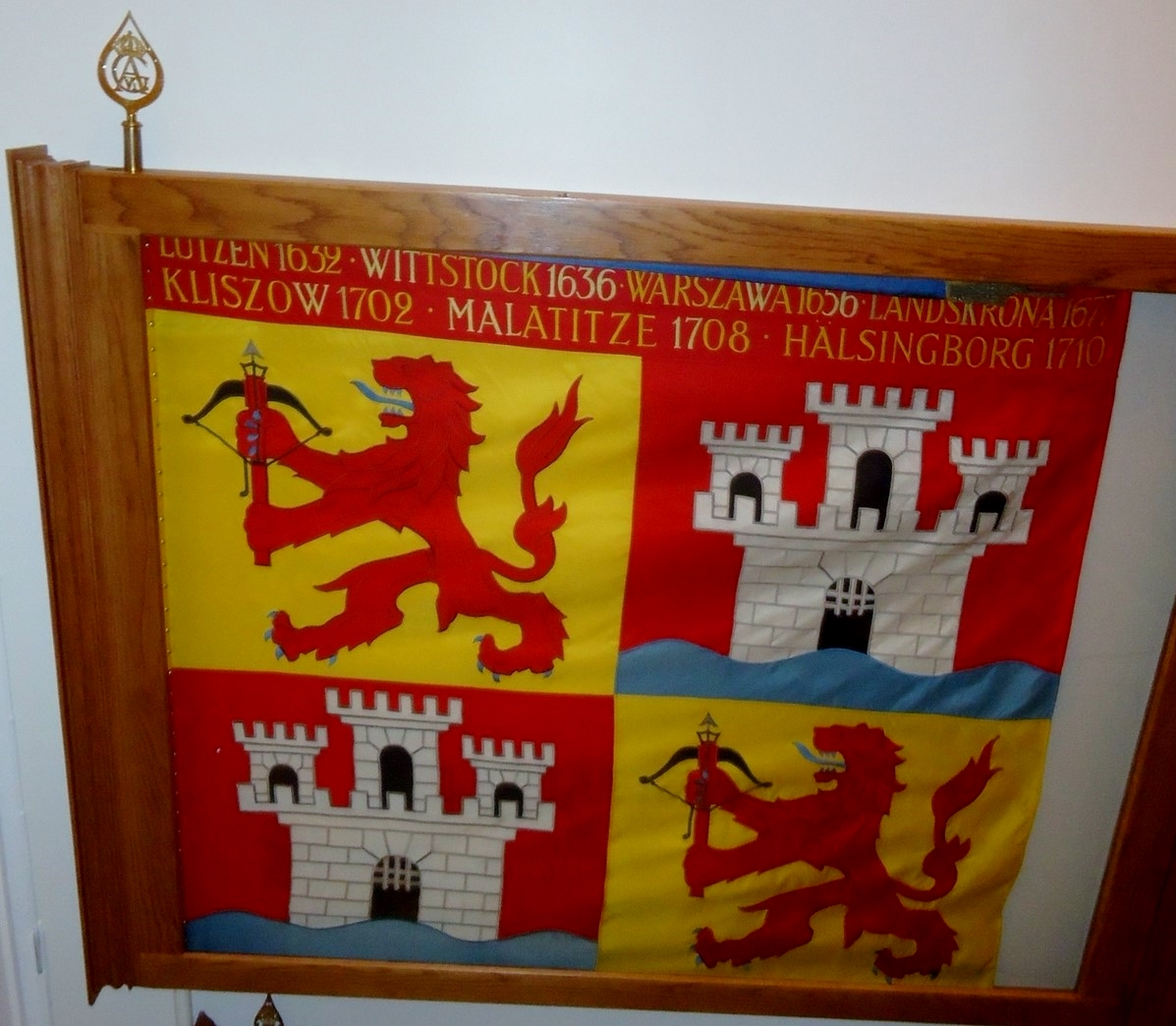
Regementets fana m/1954

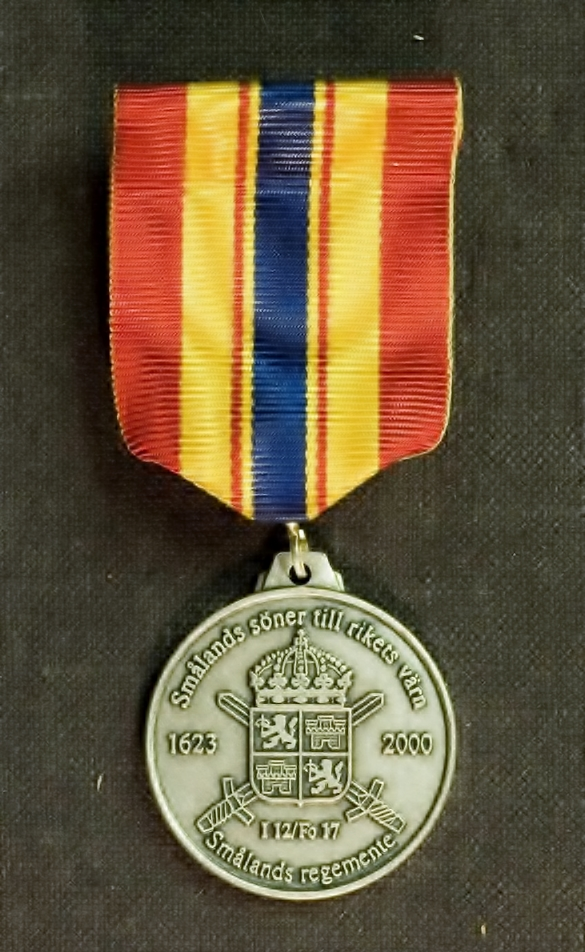
Minnesmedalj för Smålands regemente

Regementet förde traditionerna för Jönköpings regemente och Kalmar regemente och från 1985 bevarades minnet över Smålands artilleriregemente vid regementet. När Kalmar regemente bildades igen 1994, övertogs traditionerna av det nya regementet.
Efter att regementet och Smålandsbrigaden avvecklades kom dess traditioner att föras vidare av Norra Smålandsgruppen (NSG). Från den 1 juli 2013 är Norra Smålands bataljon inom Norra Smålandsgruppen traditionsbärare för Smålands regemente.

### Förbandsfanor
Från det att regementet bildades den 1 januari 1928 förde regementet fanorna från de två avvecklade regementena Jönköpings regemente och Kalmar regemente. Dessa två fanor troppades 1954 och regementet mottog den 11 september 1954 en ny fana vilken då ersatte de två tidigare. I samband med att regementet fick en egen fana tillfördes det samtidigt egna segernamn vilka ärvdes från de två tidigare regementena.

### Kamratförening
Vid Norra Smålands regemente bildades den 10 juni 1945 kamratföreningen Norra Smålands regemente kamratförening, vilken är en ideell förening och har som syfte att vara en länk och samlingsplats mellan anställda eller värnpliktiga som tjänstgjort vid Norra Smålands regemente och Smålandsbrigaden, vidare vårdar föreningen förbandets minne och traditioner.

### Minnesstenar
Två minnesstenar har rests i Eksjö som ett minne över regementet och brigaden. Vid infarten till kasernetablissementet på Sjöängen står en minnesstaty föreställande en fältutrustad infanterist med en informationsskylt om områdets historia. Vid Sjöängen finns även en sten som restes 1975 till minne av Jönköpings regemente (I 12) och Kalmar regemente (I 21) 350-årsjubileum, vid foten av stenen avtäcktes en minnessten den 30 juni 2000 som påminner om regementets tid vid Sjöängen. Vid den avvecklingsceremoni som följde den 30 juni 2000 avtäcktes även en minnessten framför regementets nya stabsbyggnad.

### Officersmäss
I samband med flytten 1994 tog man med sig Officersmässen Trianon till Ing 2, det blev den tredje gången som mässen flyttade med regementet.

### Utmärkelsetecken
När regementet och brigaden avvecklades instiftades Smålands regementes (I 12) och Smålandsbrigadens (IB 12) minnesmedalj i silver (SmålregbrigMSM).

### Vänförband
- 40. pansargrenadjärbrigaden, Schwerin, Tyskland.
- 3. mekaniserade brigaden, Frankrike

## Förbandschefer
Regementschefer verksamma vid regementet åren 1928–2000.

- 1928–1935: Fredrik Lovén
- 1935–1938: Hjalmar Falk
- 1938–1942: Sixten Wockatz
- 1939–1940: Sven Ryman (Tf.)
- 1942–1945: Gunnar Hagbergh
- 1945–1949: Nils Ludvig Verner Göth
- 1949–1952: Hadar Folke Johannes Cars
- 1952–1958: Per Lindencrona
- 1958–1963: Gösta Sahlén
- 1963–1970: Carl Werner Robert Liborius von Mentzer
- 1970–1976: Nils-Fredric Hægerström
- 1976–1978: Stig Sjögren
- 1978–1984: Lars Andersson
- 1984–1987: Sven-Erik Nilsson
- 1987–1991: Torbjörn Tillman
- 1991–1991: Karl Olof Eklöf (Tf.)
- 1992–1999: Wilhelm af Donner
- 1999–2000: Thore Bäckman

## Namn, beteckning och förläggningsort
| Kungl. Jönköpings-Kalmar regemente | 1928-01-01 | – | 1948-06-30 |
| Kungl. Norra Smålands regemente    | 1948-07-01 | – | 1974-12-31 |
| Norra Smålands regemente           | 1975-01-01 | – | 1997-12-31 |
| Smålands regemente                 | 1998-01-01 | – | 2000-06-30 |
| Avvecklingsorganisation Småland    | 2000-07-01 | – | 2001-03-31 |

| I 12       | 1928-01-01 | – | 1974-06-30 |
| I 12/Fo 17 | 1974-07-01 | – | 2000-06-30 |
| AO Små     | 2000-07-01 | – | 2001-03-31 |

| Eksjö garnison/Sjöängen (F)                | 1928-01-01 | – | 1994-06-30 |
| Eksjö garnison/Stockholmsvägen (F)         | 1994-07-01 | – | 2001-03-31 |
| Eksjö garnisons övnings- och skjutfält (Ö) | 1928-01-01 | – | 2000-06-30 |
| Skillingaryds skjutfält (Ö)                | 1985-07-01 | – | 2000-06-30 |

## Galleri

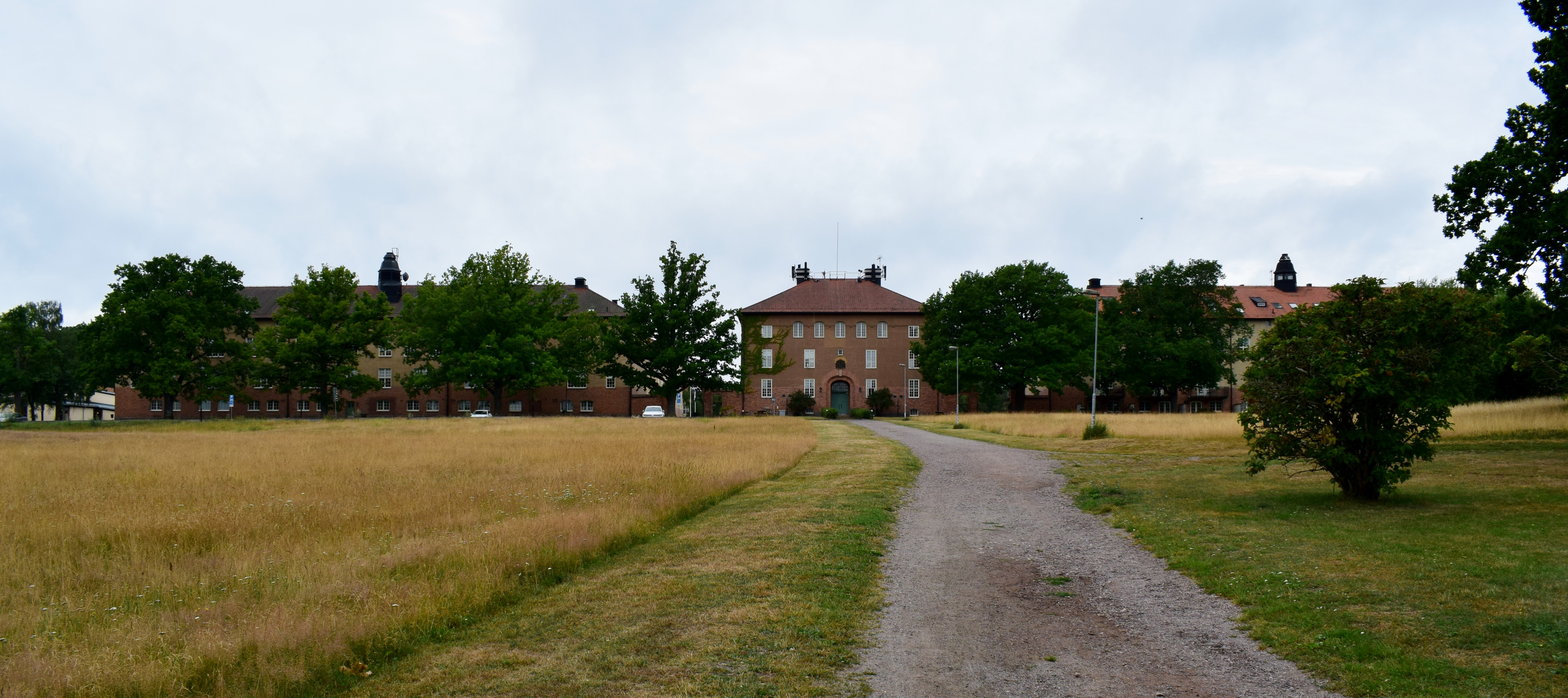
Vy över kanslihus med flankerande kaserner.
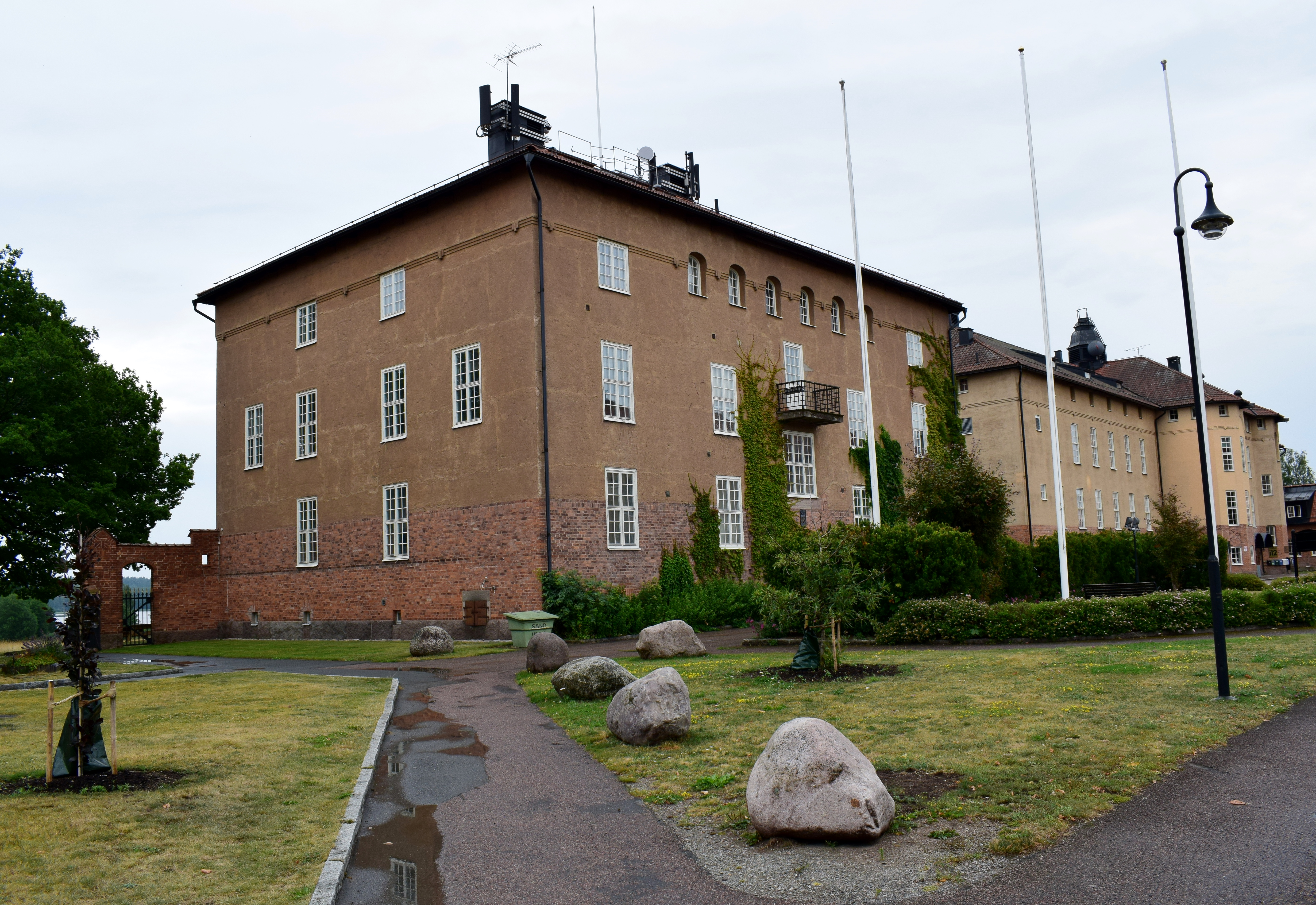
Kanslihuset sett från kaserngården.
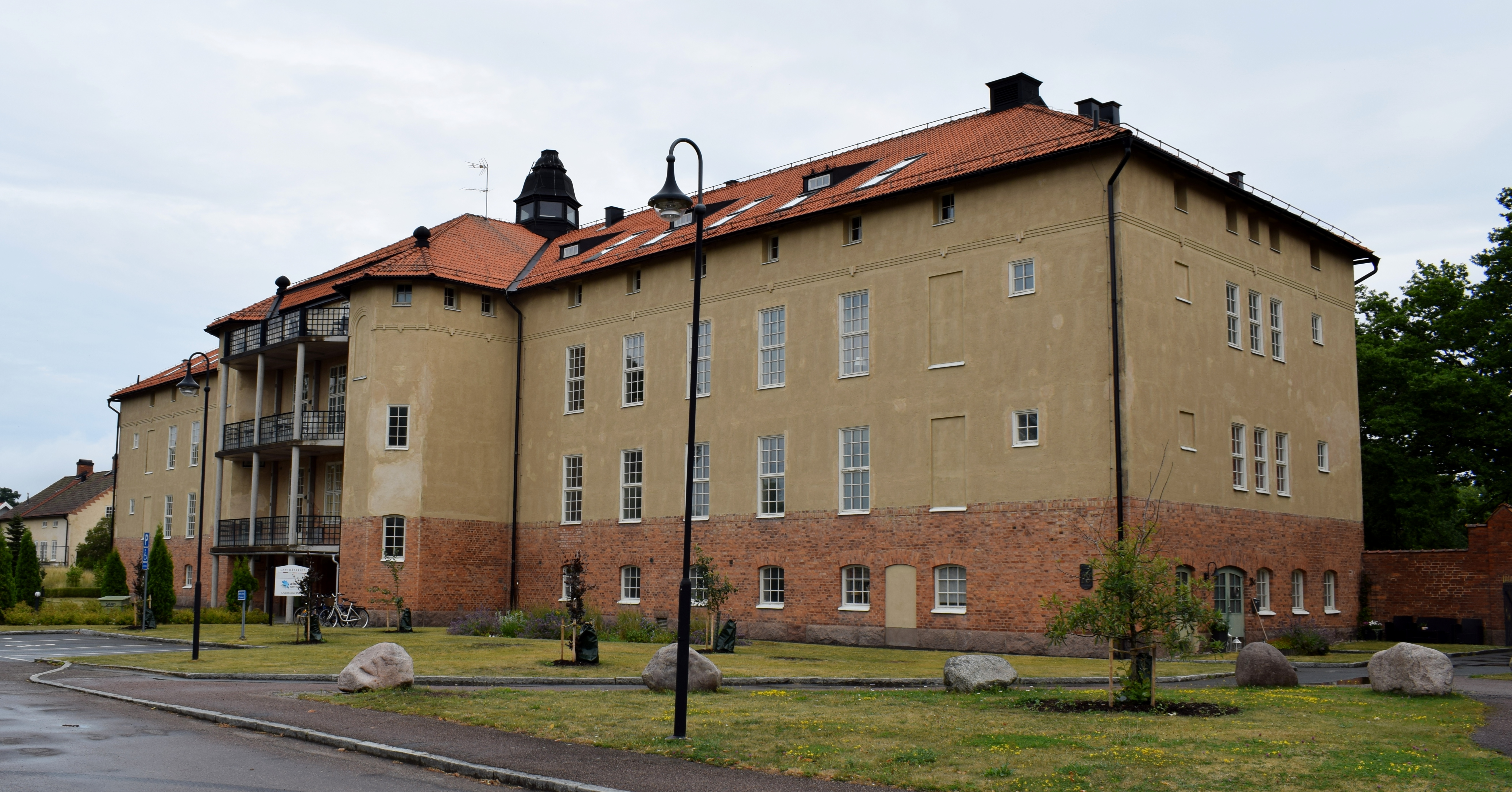
Kasern vid Sjöängen.
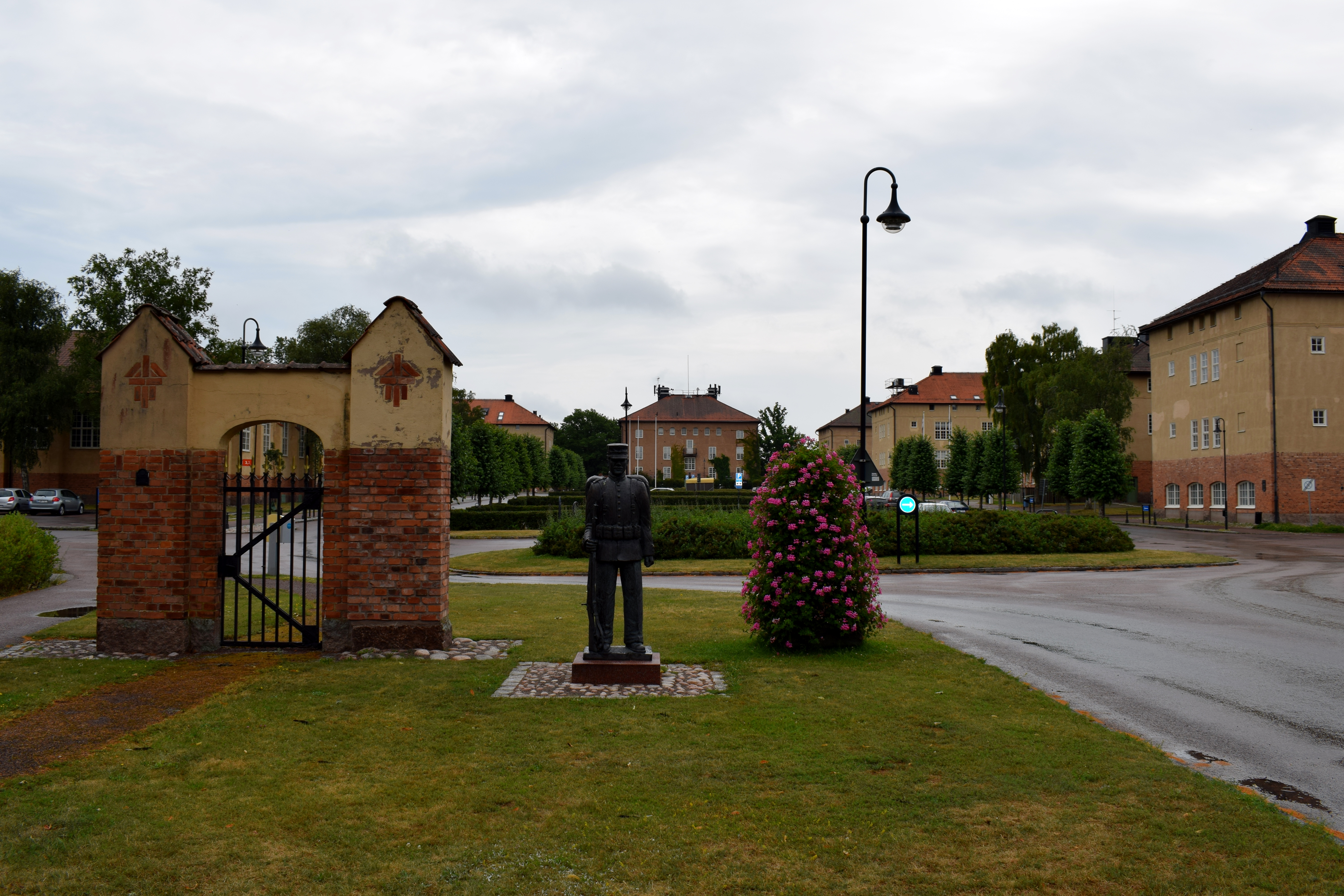
Infarten till kasernetablissement i Sjöängen.
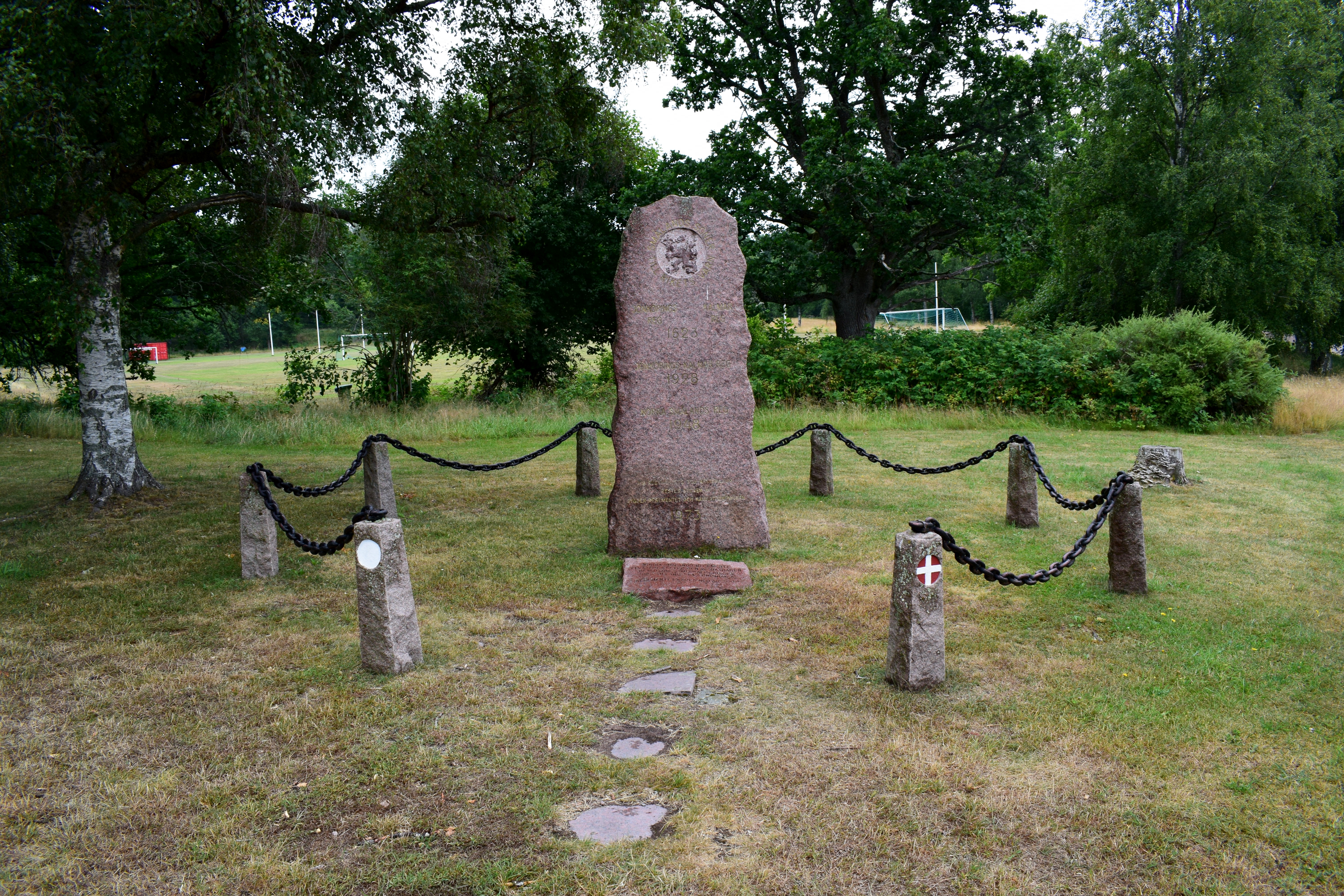
Regementets minnessten.
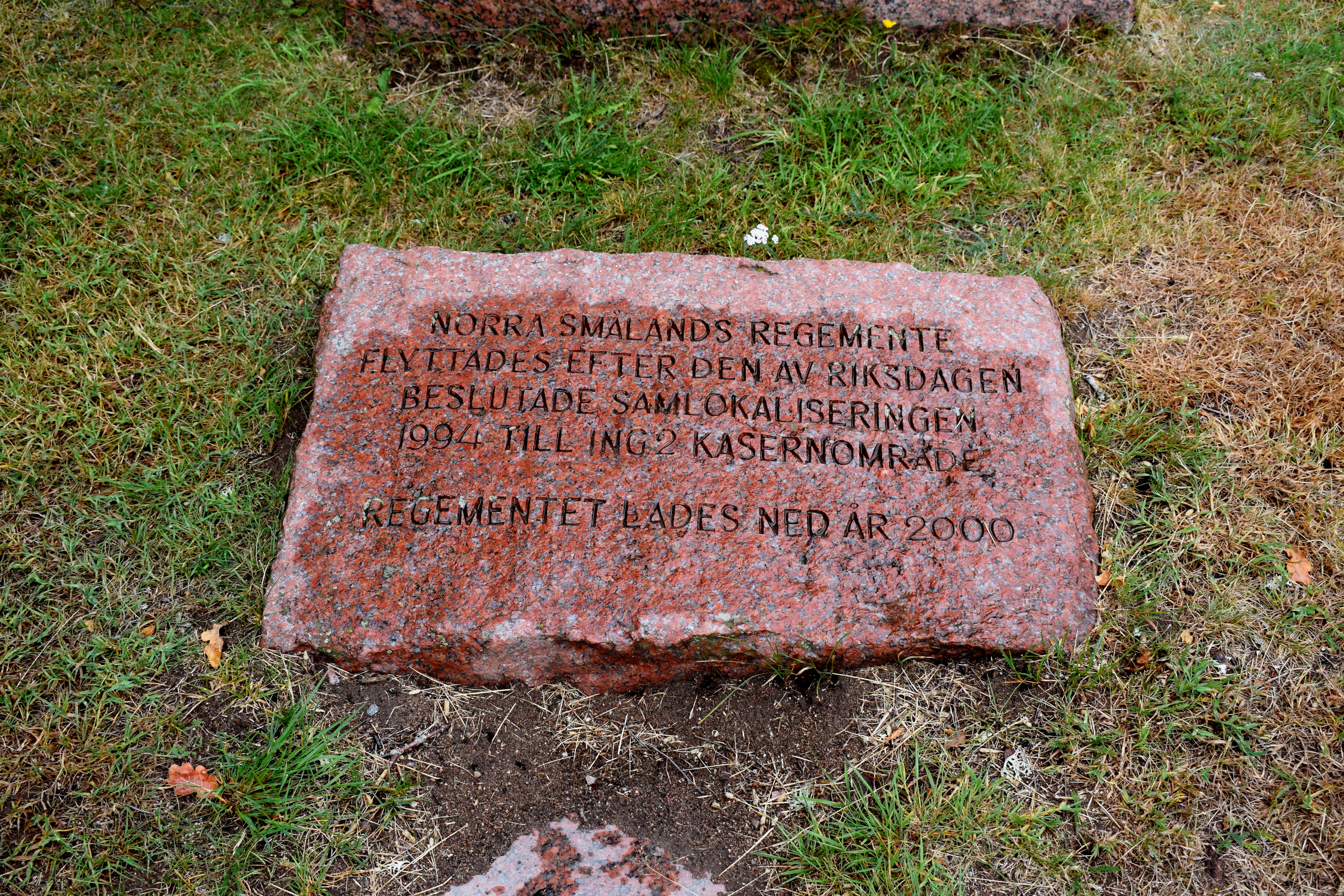
Regementets minnessten.
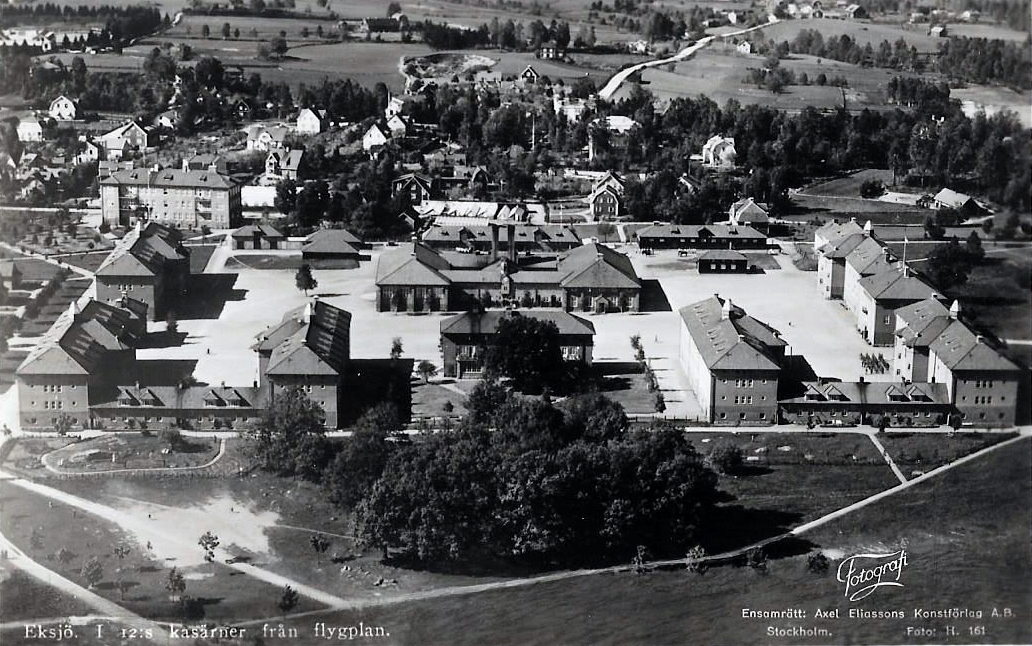
Regementets kaserner vid Regementsgatan i Eksjö